# 张家港站
张家港站是位于中华人民共和国江苏省苏州市张家港市塘桥镇新204国道东侧的一座铁路客运站，是沪苏通铁路、沪宁沿江高速铁路和在建通苏嘉甬铁路三铁交汇的综合铁路枢纽。车站于2020年7月1日随沪苏通铁路同步开通运营。
截至2025年4月运行图，张家港站每天共办理89对图定旅客列车业务。

## 车站设计
张家港站设计站房面积为11000平方米，高25.3米，主体分为二层，其中售票、候车、检票主要集中在一层，二层中部设候车大厅。车站为线侧下式设计，设计最高聚集人数1500人。本站由中铁第四勘察设计院设计、中铁十局建设施工。站前广场位于站房的西侧，广场总面积为3.4万平方米。地下一层为大型停车场，地下二层为预留地铁车站。

### 站房设计
张家港站设计理念为“勇立潮头扬远帆”。屋面采用舒展的弧面钢结构悬挑设计，视觉观感轻盈大气，通体白色，暗示张家港形成于长江沙洲的起源。车站正立面采用大面积玻璃幕墙，纵肋上分布有装饰细节，在阳光照射下产生波光粼粼的视觉效果。玻璃幕墙采取了防辐射、隔热、隔音设计，在保证车站大气简约的外观和充足的自然采光同时，保持室内温度，降低整体能耗。
站内设计则采用木色和白色两色的铝条板制作天花板，正中央设置有船舵造型艺术图案，天花板两侧则布置了木色浪花样式的艺术造型，寓意“扬帆掌舵、奋勇拼搏”。侧面的立柱柱面则在中部增加浪花造型雕刻、顶部设置”港“字与帆船样式结合变形而成的艺术字体，寓意张家港立足长江的文化。

### 公共艺术
张家港站贵宾候车厅内悬挂有4幅面积超10平方米的张家港胜景巨幅画作，均由本地艺术家绘制。它们分别是侯晓云以暨阳湖为基础创作的《暨阳湖胜景》，邹四青以凤凰山为基础创作的《江南凤凰春晓图》，刘军以张家港全景地貌为基础创作的《春风又绿江南岸》和王苏华以香山为基础创作的《江南香山揽胜图》。

### 站场布置

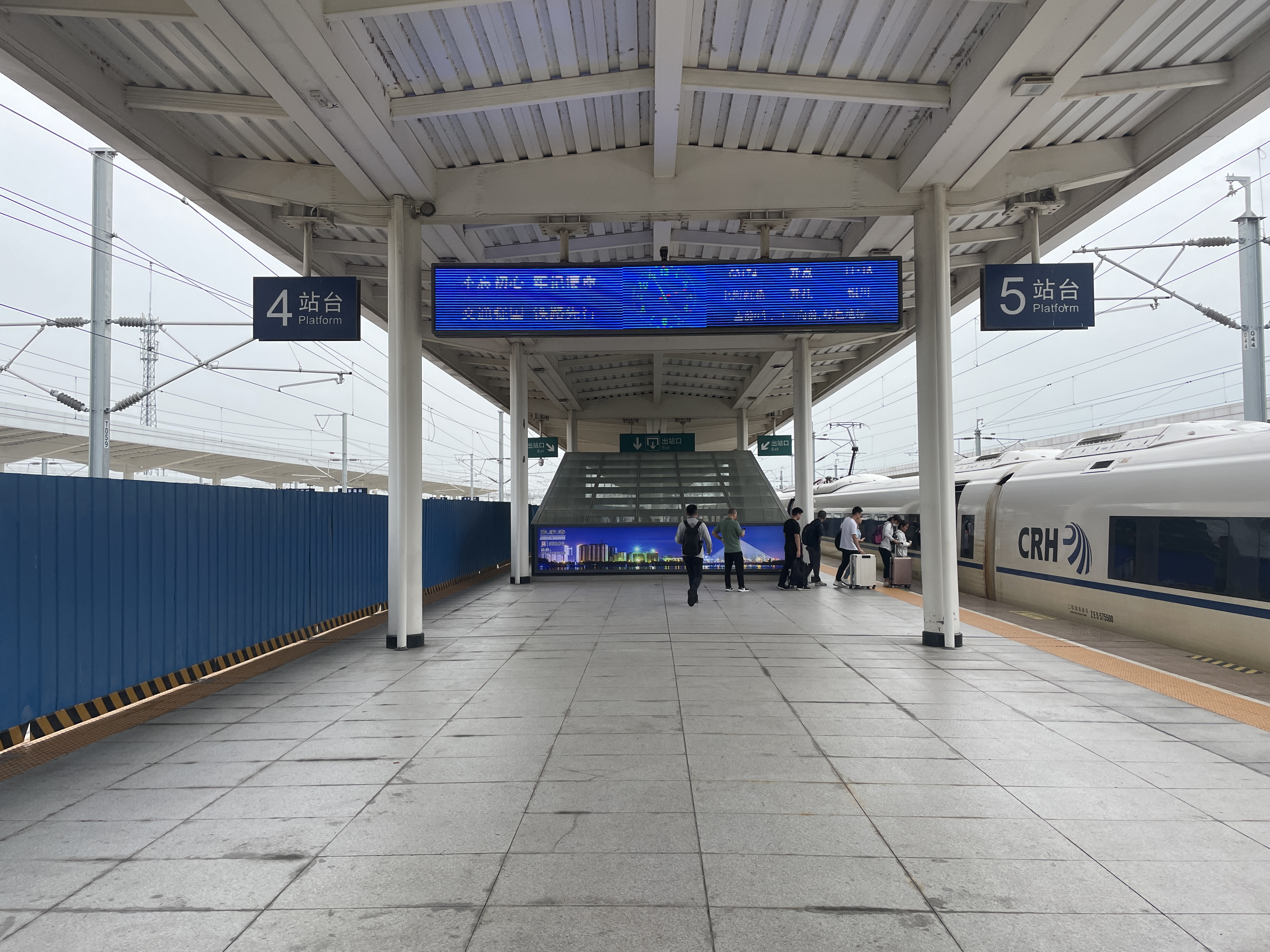
通苏嘉甬城际铁路和沪苏通铁路公用的4、5站台

张家港站站台规模为2台5线，远期规划为4台13线。规划1、2站台为沪宁沿江高速铁路、通苏嘉甬城际铁路站场，已建成5、6、7站台为沪苏通铁路站场。所有站台、正线、到发线皆建于高架桥上，并设置有站台柱雨棚，可通过位于地面一层（桥下）的进站通道和位于地下一层的出站通道与站房相连。

## 接驳交通

### 公交车
张家港站开通初期共开行4条公交线路，包括K8、K9两条快线以及227、235路两条常规公交线路来满足张家港站乘降旅客的市内交通需求。未来张家港站还将在站前及铁路高架桥下布置张家港市客运枢纽，提供长短途公路客运服务。

| 高铁站      | 高铁站                | 高铁站                | 高铁站                | 高铁站                |
| 编号        | 路线                  | 路线                  | 路线                  | 备注                  |
| ----------- | --------------------- | --------------------- | --------------------- | --------------------- |
| K2张家港    | 金港大润发            | ⇆                     | 高铁站                |                       |
| K5张家港    | 大新公交首末站        | ⇆                     | 高铁站                |                       |
| K6张家港    | 常阴沙公交首末站      | ⇆                     | 高铁站                |                       |
| K8张家港    | 港城公交枢纽站        | ⇆                     | 高铁站                |                       |
| K9张家港    | 城北公交停车场        | ⇆                     | 高铁站                |                       |
| 227张家港   | 人民西路停车场        | ⇆                     | 高铁站                |                       |
| 227夜张家港 | 已于2023年6月16日停办 | 已于2023年6月16日停办 | 已于2023年6月16日停办 | 已于2023年6月16日停办 |
| 235张家港   | 港城公交枢纽站        | ⇆                     | 高铁站                |                       |
| 322张家港   | 高铁站                | ⇆                     | 夏市                  |                       |

### 私家车与出租车
张家港站站前广场的地下一层设置有大型地下停车场与出租车场，与车站可实现无缝衔接。

## 建设意义
张家港站将是张家港市境内一座重要的铁路站。它是通沪铁路重要站点。南沿江城际铁路和通苏嘉甬铁路的引入，使该站成为三线合一的枢纽站，张家港站也将成为江苏省铁路主导型区域性综合客运枢纽。全部建设完毕后，张家港市将成为上海“半小时通勤圈”的一员。

## 未来发展
张家港站未来还将新建2台8线，接入在建的沪宁沿江高速铁路和通苏嘉甬铁路，届时张家港站站场规模将达到4台13线。张家港站还预留了东站房建设条件，以及地下与铁路相垂直布置的轨道交通车站，计划接入规划中的张家港轨道交通1号线与苏州轨道交通10号线。
张家港站周围将进行高密度的站城一体化交通导向开发，建成张家港高铁新城。